# Hysteropterum melichari
Hysteropterum melichari är en insektsart som beskrevs av Schmidt 1910. Hysteropterum melichari ingår i släktet Hysteropterum och familjen sköldstritar. Inga underarter finns listade i Catalogue of Life.